# Lerwa lerwa
La pernice delle nevi (Lerwa lerwa (Hodgson, 1833)) è un uccello della famiglia dei Fasianidi. È l'unica specie del genere Lerwa.

## Descrizione
È una pernice di media taglia, lunga 30–40 cm, con un peso di 454–709 g.

## Biologia
Si nutre di muschi, licheni, germogli, fiori, foglie e semi.

## Distribuzione e habitat
Questa specie è diffusa in Pakistan, India, Bhutan, Nepal e Cina.
Il suo habitat tipico sono le zone di alta quota della catena dell'Himalaya, al di sopra della linea degli alberi, tra i 3000 e i 5000 m di altitudine.